# 葉培恕
葉培恕，字行可，號㬬仙，浙江嘉興府嘉善县人，明朝政治人物。进士出身。

## 生平
萬曆四十六年（1618年）應天鄉試舉人，崇禎七年（1634年）甲戌科進士。都察院觀政，授昆山縣知縣，降福建按察司照磨，不赴。

## 家族
曾祖陈良；祖陈秞，赠知县；本生祖陈谷，封知县；父葉繼美，癸未进士，官吏科左给事中。
子葉軫，號果山。